# Toló
|  | Aquest article tracta sobre la ciutat francesa de Toló. Si cerqueu el poble del Pallars Jussà del mateix nom, vegeu «Toló (Gavet de la Conca)». |

Toló (en occità Tolon, en francès Toulon) és una ciutat de la Provença. Administrativament és una comuna i capital del departament del Var, a la regió de Provença-Alps-Costa Blava. És el nucli d'una conurbació d'unes 390.000 persones.

## Economia
És una ciutat portuària important, té drassanes i indústries químiques, alimentàries i de la fabricació de mobles. És també un centre turístic.

## Demografia
| Evolució de la població |        |        |        |        |        |        |        |        |
| 1793                    | 1800   | 1806   | 1821   | 1831   | 1836   | 1841   | 1846   | 1851   |
| 19 000                  | 22 000 | 28 170 | 30 798 | 33 885 | 35 322 | 45 449 | 62 941 | 69 474 |

| 1856   | 1861   | 1866   | 1872   | 1876   | 1881   | 1886   | 1891   | 1896   |
| ------ | ------ | ------ | ------ | ------ | ------ | ------ | ------ | ------ |
| 83 705 | 84 601 | 77 126 | 74 800 | 70 509 | 70 103 | 70 122 | 77 747 | 95 276 |

| 1901    | 1906    | 1911    | 1921    | 1926    | 1931    | 1936    | 1946    | 1954    |
| ------- | ------- | ------- | ------- | ------- | ------- | ------- | ------- | ------- |
| 101 602 | 103 549 | 104 582 | 106 331 | 115 120 | 133 263 | 150 310 | 125 742 | 141 117 |

| 1962    | 1968    | 1975    | 1982    | 1990    | 1999    | 2006 | 2011 | 2016 |
| ------- | ------- | ------- | ------- | ------- | ------- | ---- | ---- | ---- |
| 161 786 | 174 746 | 181 801 | 179 423 | 167 619 | 160 639 | -    | -    | -    |

| 2019 | - | - | - | - | - | - | - | - |
| ---- | - | - | - | - | - | - | - | - |
| -    | - | - | - | - | - | - | - | - |

## Història
Era un petit poble lígur que fou colonitzat pels romans com a Telo Martius i es convertí en ciutat estratègica amb l'annexió a França, perquè Lluís XV en feu un centre militar. Sébastien Le Prestre de Vauban la va fortificar i patí un fort setge el 1744, i un altre el 1793, quan es revoltaren contra la Convenció francesa i fou presa per Napoleó Bonaparte. El seu paper estratègic s'incrementà als segles XIX i XX, amb la instal·lació de l'esquadra francesa de la Mediterrània, de la qual és la base principal. Fou seu episcopal des del segle vi fins a l'any 1790. Entre els seus monuments cal destacar l'església de Santa Maria Major (segles XVII-XVIII), en la que en fou organista el segle xix, el compositor tortosí Antoni Rius, i la gran torre de la Mitra (segle xvi).

## Personatges il·lustres
- Ferdinand Brunetière
- Joseph-Marie Amiot (1718-1793), religiós jesuïta, astrònom i missioner a la Xina.
- Joseph Arquier (1763-1816), compositor, violoncel·lista i director d'orquestra.
- Maylis de Kerangal, escriptora

## Administració
| Nom | Nom                      | Nom             | Dates de mandat | Dates de mandat | Partit |
| --- | ------------------------ | --------------- | --------------- | --------------- | ------ |
| 16  | Maurice Arreckx          | Maurice Arreckx | 1959            | 1985            | UDF    |
| 17  | François Trucy           |                 | 1985            | 1995            | UDF    |
| 18  | Jean-Marie Le Chevallier |                 | 1995            | 2001            | FN     |
| 19  | Hubert Falco             | Hubert Falco    | 2001            | -               | LR     |

## Educació
- Kedge Business School

## Agermanaments
- La Spezia
- Mannheim
- Kronstadt
- Norfolk (Virgínia)
- Khemisset